# Bisetocreagris afghanica
Bisetocreagris afghanica es una especie de arácnido del orden Pseudoscorpionida de la familia Neobisiidae.

## Distribución geográfica
Se encuentra en Afganistán.